# Pal Joey
Pal Joey è un film statunitense del 1957 diretto da George Sidney, tratto dall'omonimo musical di Broadway.

## Trama

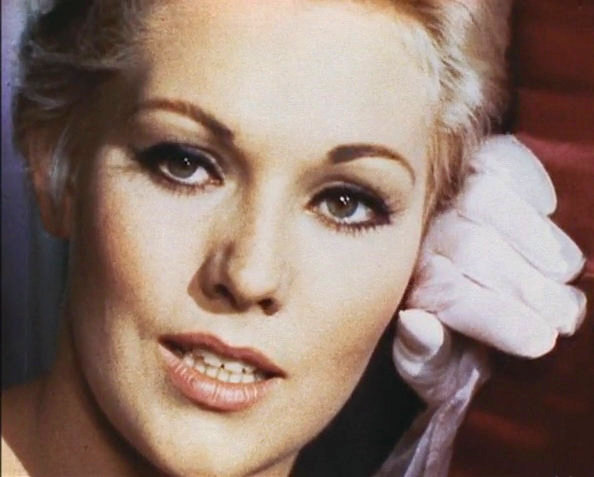
Kim Novak (Linda) in Pal Joey

Joey Evans, detto Pal, squattrinato e balzano ma dotato di gran talento canoro, ritorna a San Francisco con le tasche vuote e con la necessità di procurarsi una fonte di guadagno. Decide di entrare in un locale notturno di mediocre levatura, il Costa dei barbari, il cui pianista e direttore d'orchestra (in realtà un modesto complessino), è una sua vecchia conoscenza e creditore: Joey gli deve infatti, da tempo immemorabile, trecento dollari. Approfittando dell'improvvisa assenza del cantante ufficiale, lo sostituisce con successo ed ottiene dallo scettico proprietario una scrittura per le serate successive. Adocchia qui una delle ballerine, Linda English, ma i primi contatti sono piuttosto bruschi. Invitato ad una festa indetta per beneficenza da Vera Simpson, una rappresentante dell'alta società di San Francisco, Joey ottiene un grande successo costringendo Vera a mettere all'asta fra i presenti un numero che la donna, anni prima, era solita fare in un night (Vera Simpson era originariamente una nota spogliarellista, che aveva chiuso questa carriera dopo aver sposato un miliardario, produttore di pop-corn, del quale era rimasta poi vedova e ricca, ed annoiata, ereditiera). Vera sta al gioco e canta (senza spogliarsi), rimanendo, ancorché seccata, incuriosita ed ammirata della bravura e presenza di spirito di Joey (l'asta era stata improvvisata da Joey a causa del deludente risultato della raccolta di fondi della festa). Qualche sera dopo, con un paio di amici altolocati, gli fa visita alla Costa dei barbari, mandando in solluchero il proprietario del locale, presso il quale Joey ottiene ulteriore benevolenza. Intanto gli incontri con Linda si fanno più frequenti e i due si ritrovano a condividere il bagno in una modesta pensioncina. Joey viene poi licenziato per le sue stravaganze, ma riesce a rientrare grazie all'intervento della ricca vedova. La quale, nel frattempo, se n'è innamorata, se lo porta sul suo yacht e decide di realizzare il sogno di Joey: fondare un night di alta classe nel quartiere più esclusivo di San Francisco. Vera, finanziatrice dell'iniziativa, pone tuttavia una condizione: il licenziamento di Linda. Joey, dopo una serie di tentativi di traccheggiare, messo di fronte all'alternativa, o Linda o il nuovo night, decide di rinunciare a quest'ultimo per amore di Linda ed i due si trovano a riprendere, ma insieme, una vita di vagabondaggio artistico.

## I brani musicali
Delle originali 14 canzoni di Rodgers e Hart, otto sono rimaste, ma due delle quali come musica di fondo e quattro vi furono aggiunte da altri spettacoli.
- Pal Joey: titolo di testa
- That Terrific Rainbow (Il terribile arcobaleno) – coro e Linda English
- I Didn't Know What Time It Was (Non sapevo che ora era, presentata nel musical del 1939 Too Many Girls, ovvero Troppe ragazze) - Joey Evans
- Do It the Hard Way (Fallo nel modo più difficile) - orchestra e coro di ragazze
- Great Big Town (Grande e grossa città) - Joey Evans e coro di ragazze
- There's a Small Hotel (C'è un piccolo albergo, presentata nel musical del 1936 On Your Toes - Sulle punte dei tuoi piedi) - Joey Evans
- Zip - Vera Simpson
- I Could Write a Book (Potrei scriverci un libro) - Joey Evans e Linda English
- The Lady Is a Tramp (La signora è una vagabonda, presentata nel musical del 1937 Babes in Arms) - Joey Evans
- Bewitched, Bothered and Bewildered (Stregata, preoccupata e sconcertata) - Vera Simpson
- Plant You Now, Dig You Later (Semina ora, zappa poi) - orchestra
- My Funny Valentine (Mia simpatica Valentina, presentata nel musical del 1937 Babes in Arms) - Linda English
- You Mustn't Kick It Around (Non devi scalciare) - orchestra
- Numero dello spogliarello - I Could Write a Book - Linda English
- Sequenza del sogno e finale: What Do I Care for a Dame/Bewitched, Bothered and Bewildered/I Could Write a Book - Joey Evans

## Riconoscimenti
- 1958 - Golden Globe
  - Miglior attore in un film commedia o musicale (Frank Sinatra)

## Curiosità
Entrambe le protagoniste sono state doppiate nelle parti cantate: Rita Hayworth da Jo Ann Greer (già sua voce per Trinidad e Pioggia) mentre Kim Novak da Trudy Erwin.
Nonostante il protagonista fosse Frank Sinatra, all'epoca una stella di prima grandezza, il primo nome a comparire nei titoli e nei poster era quello di Rita Hayworth. Sembra che proprio il cantante abbia fatto questo gesto di umiltà in quanto il film era prodotto dalla Columbia Pictures e l'attrice era stata per anni il simbolo della casa di produzione.
In effetti sin dal film Fascino del 1944 il nome della Hayworth era sempre il primo a comparire, questo privilegio però termino poco tempo dopo con il film Cordura uscito nel 1958.